# Adrenokrom
Adrenokrom (kemisk formel C9H9NO3) er et pigment man får når man oxiderer adrenalin.

## Kemiske egenskaber
Stoffets har et opløselighedsoptimum ved pH = 4.
Af funktionelle grupper indeholder det en hydroxidgruppe, to keto-grupper og en indol, hvilket også det systematiske IUPAC-navn fortæller.

## Syntese
Adrenokrom syntetiseres in vivo ved oxidationen af adrenalin, mens der in vitro benyttes Ag2O som oxidationsmiddel.